# هاينريش برنارد أوبنهايم
هاينريش برنارد أوبنهايم (بالألمانية: Heinrich Bernhard Oppenheim)‏ (و. 1819 – 1880 م) هو اقتصادي، وفيلسوف، وثوري، وسياسي، وقانوني ألماني، ولد في فرانكفورت، توفي في برلين، عن عمر يناهز 61 عاماً.

## مناصب
تولى منصب عضو مجلس النواب الألماني للإمبراطورية الألمانية (5 فبراير 1874–22 ديسمبر 1876)
.

## التعليم
تعلم في جامعة غوتينغن، وتعلم في جامعة هايدلبرغ، وتعلم في جامعة هومبولت في برلين
.